# ذمار
 ذمار نام شهری است در کشور یمن. این شهر مرکز استان ذَمار است. 
شهر ذمار  در فاصلهٔ ۱۰۰ کیلومتری جنوی شهر صنعا پایتخت یمن واقع شده‌است و ارتفاعش از سطح دریا در حدود ۲۷۰۰ متر می‌باشد، ویکی از بزرگترین شهرهای استان ذمار است. عرش بلقیس در مسیر یک روزه راه این شهر واقع شده است. 

## وجه تسمیت
وجه تسمیت این شهر به  ذمار بن علی یهبر  پادشاه سبا و ذی ریدان در سال‌های (۱۵-۳۵م)، حکمران بوده‌است نسبت داده‌أند.